# 水上貴央
水上 貴央（みずかみ たかひさ、1976年 - ）は、日本の弁護士。青山学院大学助教、早稲田リーガルコモンズ法律事務所パートナー等を経て、再エネ事業を支援する法律実務の会理事長、Socio Forward代表取締役を務める。

## 人物・経歴
北海道札幌市生まれ。北海道札幌南高等学校を経て、1999年一橋大学商学部経営学科を卒業し、三和総合研究所（現三菱UFJリサーチ&コンサルティング）入社。同研究所で経営コンサルタントなどを務めた。2007年に早稲田大学法科大学院修了。退社後、2008年に弁護士登録される。
2011年青山学院大学法科大学院助教。2012年にNPO法人再エネ事業を支援する法律実務の会設立し同理事長に就任。2013年には早稲田リーガルコモンズ法律事務所設立に参画し、同パートナー弁護士。早稲田大学法科大学院アカデミックアドバイザー兼アカデミックコーディネーターを経て、2017年SocioForward株式会社設立、同代表取締役。
この間、2010年内閣府行政刷新会議民間有識者。2015年参議院平和安全法制特別委員会公述人として、平和安全法制自衛隊法95条の2に欠陥があるなどとの説明を行った。再生可能エネルギー事業の支援法務等も行い、飯田市再生可能エネルギーの導入による持続可能な地域づくりに関する条例制定などにも携わる。
また、文部科学省大学の情報公開に関するワーキング委員、内閣府消費者委員会東京電力値上げ問題ワーキンググループ外部有識者、都市再生機構契約監視委員、長野県自然エネルギー地域発電推進事業検討委員、一般社団法人グリーンファイナンス推進機構諮問委員、たまエンパワー取締役、サステナジー取締役、一般社団法人ReDEMOS理事、多摩市再生可能エネルギー事業化検討協議会委員長等を歴任。

## 著書
- 『弁護士仕分け人が語る事業仕分けの方法論』日本評論社 2010年
- 『高校生からわかる 政治のしくみと議員のしごと』（共著）トランスビュー 2013年
- 『ガチで立憲民主主義』（中野晃一、奥田愛基と共著）集英社インターナショナル 2016年
- 『再生可能エネルギー』エヌティーエス（監修） 2016年
- 『再生可能エネルギービジネスの法律と実務』日本加除出版 2016年